# والتر بیوکنن
والتر بیوکنن (به انگلیسی: Walter Buchanan) بازیکن فوتبال زادهٔ ۱ ژوئن ۱۸۵۵ اهل انگلستان بود که سابقهٔ بازی در تیم ملی فوتبال انگلستان را در کارنامهٔ خود دارد. وی در تاریخ ۴ مارس ۱۸۷۶ تنها بازی ملی خود را در مقابل تیم ملی فوتبال اسکاتلند انجام داد.